# Blink (motore di rendering)
Blink è un motore di rendering per browser derivato da una fork di Google del componente WebCore di WebKit e sviluppato come parte del progetto Chromium con i contributi di Google, Opera Software, Adobe, Intel, Samsung e altri.
Viene utilizzato in Chrome (28+), Chrome OS, Opera (15+), Vivaldi, Amazon Silk, Microsoft Edge (2019) e altri browser e framework basati su Chromium.
La decisione di effettuare il fork è stata presa per poter effettuare modifiche, anche sostanziali, al motore di rendering.
Infatti il primo risultato di questa scissione è stata la semplificazione del motore attraverso la cancellazione di 7000 file e di quasi 4,5 milioni di linee di codice.
Non sono previsti esplicitamente scambi di codice o patch con il team di sviluppo di WebKit, anche se il fatto che inizialmente i due motori restino sostanzialmente identici faciliterebbe queste operazioni.